# Dmitri Voronenko
Dmitri Petrović Voronenko (en ruso: Дми́трий Петро́вич Вороне́нко, en ucraniano: Дмитро Петрович Вороненко; nacido el 29 de julio de 1971), conocido como El maníaco de Petersburgo (en ruso: Петербургский маньяк), es un asesino en serie kirguisucraniano, que mató a cuatro niñas y mujeres jóvenes en San Petersburgo entre 2006 y 2007.

## Primeros años
Voronenko nació en la provincia de Osh en la familia de un electricista y una maestra de jardín de infantes. En su infancia le gustaba asfixiar perros y gatos. Después de graduarse del décimo grado, no tenía un trabajo permanente. En 1987, Voronenko se mudó a la ciudad ucraniana de Krivói Rog, donde se graduó de la escuela vocacional en la especialidad de soldador.
En 1989, Voronenko fue condenado a tres años de trabajos penitenciarios en obras de construcción en Crimea por robo. Poco antes de su liberación, robó una botella de brandy y un teléfono a su jefe de turno, por lo que se le añadieron otros dos años de trabajo penitenciario. Entre 1997 y 1999, recibió una sentencia suspendida en tres ocasiones por "causar graves daños a la salud por encima de los límites de la legítima defensa" y por robo. En 2004, fue condenado a cinco años de prisión y cumplió su condena en la prisión de Kresty por dos violaciones confirmadas en 2000 y 2001; la mayor parte de la pena fue absorbida por el período de estancia bajo investigación. En marzo de 2005, poco más de tres años y tres meses después de la fecha de su arresto, Voronenko fue puesto en libertad condicional por buena conducta.
El violador iba a ser deportado a su lugar de ciudadanía: Ucrania, pero las autoridades supervisoras no prestaron la debida atención a Voronenko, por lo que después de su último arresto se formularon numerosas acusaciones contra ciertos funcionarios, pero ninguno fue considerado viable como cómplice directo del crimen. asesino en serie.

## Asesinatos
Voronenko atacó a niñas y mujeres jóvenes, prefiriendo a las rubias, de unos 150 centímetros de altura.
El 25 de agosto de 2006 violó a una joven de 17 años en la calle Loni Golikova. La víctima logró sobrevivir al calvario.
El 8 de diciembre de 2006, en el sótano de una casa de la avenida Stachek, cometió su primer asesinato. La víctima era Lida Pogodina, de 11 años, a quien violó, mató y luego escondió el cuerpo en un montón de basura.
El 28 de enero de 2007, en la avenida Polyukstrovsky, mató a Katya Fedotova, de 19 años. Como se supo más tarde, Voronenko le había sugerido llevar a la mujer al autobús. El cuerpo de la niña fue encontrado sólo un mes después.
El 4 de marzo de 2007 violó y mató a Alena Gnatyuk, de 20 años, estudiante del Instituto de Transporte Acuático. El asesino la secuestró en la estación de metro "Chyornaya Rechka", la arrastró al sótano de una casa en la avenida Kolomyazhsky, la violó y la estranguló.
El 21 de mayo de 2007, en el sótano de una casa de la calle Bolshaya Raznochinnaya, cometió el último asesinato. La víctima era Lena Boyko, de 12 años, y el modus operandi era el mismo: fue violada y luego estrangulada.

## Arresto, investigación y juicio
Según los testimonios de los testigos, se hizo una composición facial del asesino. Las autoridades tenían a disposición grabaciones de cámaras de vigilancia externas en uno de los lugares del asesinato. Como resultado, se realizaron pruebas a 863 personas previamente condenadas por delitos sexuales. Durante la búsqueda se recibió información sobre Voronenko. Se rastreó su dirección y el 24 de mayo de 2007 fue emboscado y arrestado. Al principio sólo se sospechaba de él por el último asesinato, pero posteriormente confesó los tres anteriores. El examen psiquiátrico forense reconoció que Voronenko estaba loco. El asesino no se arrepintió de sus actos. Estas fueron las últimas palabras de Voronenko durante el juicio:
... Decirme algo no tiene sentido, de todos modos nadie me entiende, podéis ejecutarme públicamente en la Plaza del Palacio. De todos modos, esto no cambiará nada. Todavía no puedo entender por qué lo hizo...
En el juicio, los padres de las niñas asesinadas y el fiscal exigieron la pena de muerte para Voronenko, pero el tribunal no consideró posible emitir tal veredicto debido a la moratoria sobre la pena de muerte, y el 20 de marzo de 2008, el Tribunal Municipal de San Petersburgo lo condenó a cadena perpetua. Los familiares de las víctimas apelaron ante el Tribunal Supremo de Rusia exigiendo la pena de muerte, pero el veredicto no se modificó. Voronenko se encuentra actualmente cumpliendo su condena en la penitenciaría "Polar Owl".

## En los medios
- Película documental Blood on the Neva, de la serie Out of law.
- Película documental Para sentenciar en la máxima medida de la serie Detective Stories dirigida por Vakhtang Mikeladze.
- Documental Early release...for a maniac de la serie Sentenciado a Life sentenced, dirigida por Vakhtang Mikeladze.